# Rutenia Rossa
Rutenia Rossa (in ucraino Червона Русь?, Červona Rus'; in polacco Grody czerwieńskie o Ruś Czerwona; in latino Ruthenia Rubra o Russia Rubra) è il nome usato sin dal Medioevo per riferirsi all'area conosciuta come Galizia Orientale fino a prima della prima guerra mondiale.
|  |  |  |

## Storia
In origine, ci si riferiva con il nome di Rutenia Rossa al territorio compreso tra i fiumi Bug Occidentale e Wieprz. Il suo nome polacco era Ziemia czerwieńska, o "Czerwień Land", dal nome della città di Červen, esistita in quel luogo. Oggi molte città si chiamano Červen, ma nessuna di esse ha a che fare con la Rutenia Rossa.
Questa zona fu menzionata la prima volta nel 981, quando Vladimir il Grande della Rus' di Kiev prese la zona sulla sua strada verso la Polonia. Nel 1018 ritornò alla Polonia, nel 1031 di nuovo alla Rus di Kiev e nel 1340 Casimiro III di Polonia riconquistò il territorio. Da quei tempi, il nome Ruś Czerwona viene ricordato, tradotto come "Rutenia Rossa" (Czerwień significa colore rosso nelle lingue slave), applicato a un territorio che si estendeva lungo il fiume Nistro. Dai tempi di Ladislao II di Polonia, il Voivodato di Przemyśl fu chiamato Voivodato di Rutenia (województwo ruskie), con la sede principale trasferita a Leopoli. Consisteva di cinque territori: Leopoli, Sanok, Halič, Przemyśl, e Chełm. La città di Halič diede il nome alla Galizia.
Tra la Prima e la seconda guerra mondiale, la zona appartenne alla Repubblica di Polonia. Attualmente, la regione è divisa: la parte occidentale fa parte della Polonia (voivodato della Precarpazia), mentre la parte orientale (oblast' di Leopoli) fa parte dell'Ucraina.

## Divisione amministrativa (XIV secolo-1772)

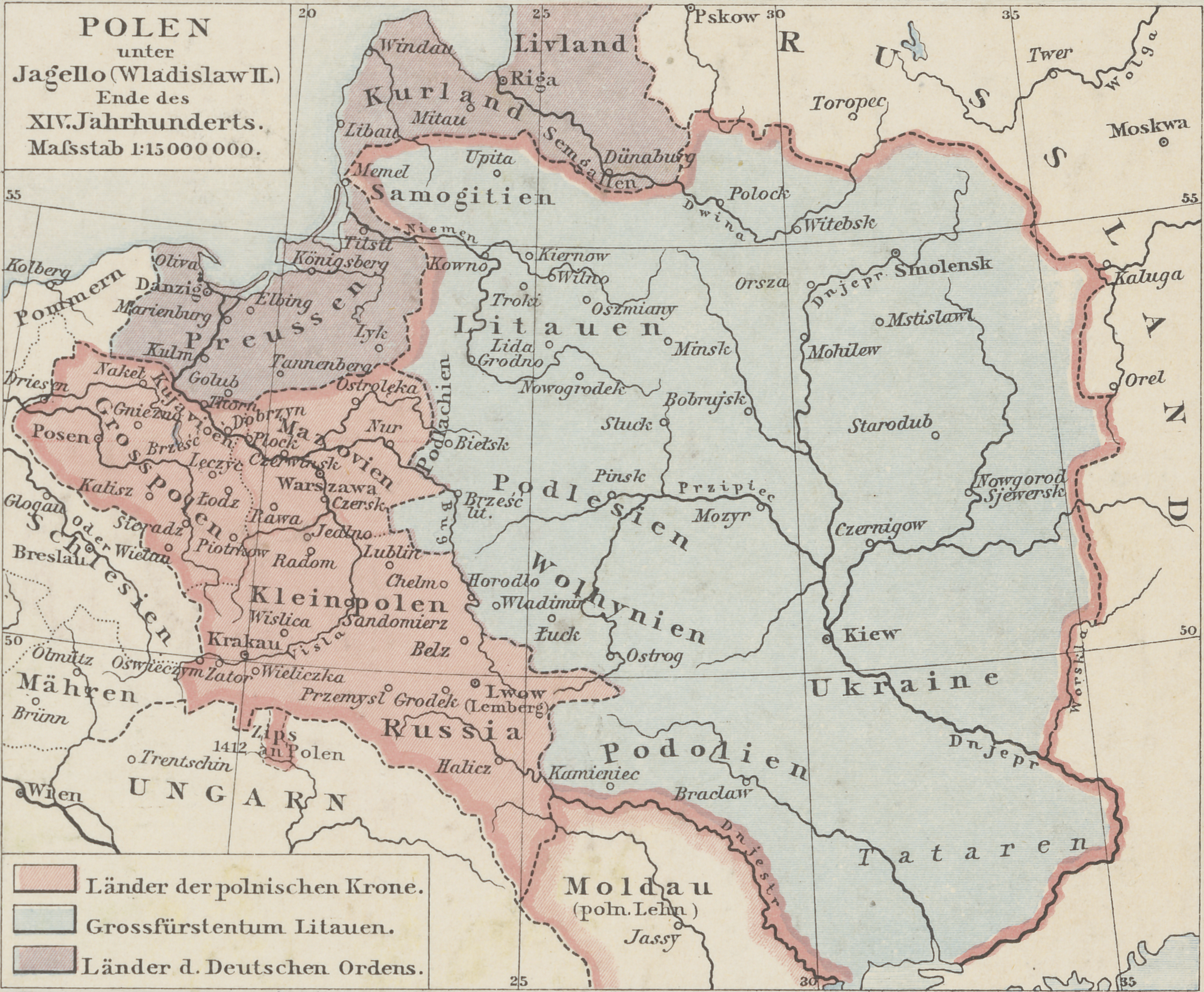
Ruś czerwona - Russia

### Voivodato di Rutenia
- Terra di Chełm (Ziemia Chełmska), Chełm
  - Contea di Chełm (Powiat Chełmski), Chełm
  - Provincia di Krasnystaw, (Powiat Krasnystawski), Krasnystaw
  - Provincia di Ratno, (Powiat Ratneński), Ratno
- Terra di Halicz (Ziemia Halicka), Halicz
  - Provincia di Halicz (Powiat Halicki), Halič
  - Provincia di Kolomyja, (Powiat Kołomyjski), Kolomyja
  - Contea di Trembowla (Powiat Trembowelski), Trembowla
- Terra di Leopoli (Ziemia Lwowska), Leopoli
  - Provincia di Leopoli (Powiat Lwowski), Leopoli
  - Provincia di Żydaczów (Powiat Żydaczowski), Żydaczów
- Terra di Przemyśl (Ziemia Przemyska), Przemyśl
  - Provincia di Przemyśl (Powiat Przemyski), Przemyśl
  - Provincia di Sambor (Powiat Samborski), Sambor
  - Provincia di Drohobycz (Powiat Drohobycki), Drohobyč
  - Provincia di Stryj (Powiat Stryjski), Stryj
- Terra di Sanok (Ziemia Sanocka), Sanok
  - Contea di Sanok (Powiat Sanocki), Sanok

### Voivodato di Bełz
- - Contea di Belz (Powiat Bełzski), Bełz
  - Contea di Grabowiec (Powiat Grabowiecki), Grabowiec
  - Contea di Horodlo (Powiat Horodelski), Horodło
  - Contea di Lubaczów County (Powiat Lubaczowski), Lubaczów
  - Terra di Busk (Ziemia Buska), Bus'k